# Sypheotides
Sypheotidess é um género de aves da família Otididae, contendo apenas uma espécie, o sisão de penacho, também abetarda indiana pequena  (Sypheotides indicus)